# Селвідж
Селвідж (англ. Salvage) — містечко в Канаді, у провінції Ньюфаундленд і Лабрадор.

## Населення
За даними перепису 2016 року, містечко нараховувало 124 особи, показавши скорочення на 8,8%, порівняно з 2011-м роком. Середня густина населення становила 7,8 осіб/км².
З офіційних мов обидвома одночасно володіли 5 жителів, тільки англійською — 125.
Працездатне населення становило 66,7% усього населення, рівень безробіття — 21,4% (0% серед чоловіків та 0% серед жінок). 78,6% осіб були найманими працівниками, а 21,4% — самозайнятими.

## Клімат
Середня річна температура становить 4,6°C, середня максимальна – 19°C, а середня мінімальна – -9,8°C. Середня річна кількість опадів – 1 169 мм.
| Клімат поселення                              | Клімат поселення | Клімат поселення | Клімат поселення | Клімат поселення | Клімат поселення | Клімат поселення | Клімат поселення | Клімат поселення | Клімат поселення | Клімат поселення | Клімат поселення | Клімат поселення | Клімат поселення |
| Показник                                      | Січ.             | Лют.             | Бер.             | Квіт.            | Трав.            | Черв.            | Лип.             | Серп.            | Вер.             | Жовт.            | Лист.            | Груд.            |                  |
| Середній максимум, °C                         | −1,15            | −1,19            | 1,95             | 6,23             | 10,18            | 14,28            | 17,93            | 19,03            | 15,18            | 10,40            | 5,90             | 1,27             |                  |
| Середня температура, °C                       | −5,44            | −5,49            | −2,35            | 1,93             | 5,89             | 9,98             | 14,79            | 15,89            | 12,04            | 7,26             | 2,74             | −1,88            |                  |
| Середній мінімум, °C                          | −9,73            | −9,78            | −6,63            | −2,37            | 1,60             | 5,69             | 11,63            | 12,73            | 8,88             | 4,12             | −0,4             | −5,01            |                  |
| Норма опадів, мм                              | 98               | 96               | 88               | 87               | 86               | 94               | 90               | 87               | 116              | 115              | 102              | 110              |                  |
| Середньомісячна швидкість вітру, м/с          | 5.82             | 5.65             | 5.61             | 5.48             | 5.05             | 4.88             | 4.60             | 4.70             | 5.10             | 5.50             | 5.67             | 5.85             |                  |
| Середньомісячна сонячна радіація, кДж/м²·день | 3861             | 6810             | 10741            | 14159            | 17097            | 19034            | 18929            | 15903            | 11764            | 6908             | 3994             | 2948             |                  |
| --------------------------------------------- | ---------------- | ---------------- | ---------------- | ---------------- | ---------------- | ---------------- | ---------------- | ---------------- | ---------------- | ---------------- | ---------------- | ---------------- | ---------------- |
| Джерело:                                      |                  |                  |                  |                  |                  |                  |                  |                  |                  |                  |                  |                  |                  |